# Lav Eli
Lav Eli (арм. Լավ էլի) — армянская альтернативная рок-группа, созданная в 1996 году в Ванадзорe, Армения.

## История
Группу создали участники группы Snack Мгер Манукян и Гор Мхитарян. К ним присоединились двое участников из другой местной группы ALQ — и Давид Григорян, и этим составом группа начала записывать материал, и через год ограниченным тиражом на аудиокассетах выпустили первый альбом Arajin LAV Album (Первый Хороший Альбом). Альбом состоял из 21-й песни — 11 на армянском и 10 на английском. В 1999 году группа выпустила второй альбом, Essays, на этот раз с помощью влиятельного армянского рок-продюсера Артема Айвазяна, который дал альбому ротации, а песни звучали в эфире популярной ереванской рок-радиостанции Radio Burg. Благодаря этому группа стала известна по всей Армении. Также группа стала появляться на телевидении. Песни «Djampordakan» и «Gta qez yerkenqum» стали хитами. Несмотря на то, что до сих пор у них не было широкого коммерческого успеха, их популярность росла с помощью живых выступлений, выступлений на телевидении и общего воздействия СМИ. В декабре 1999 года из-за творческих разногласий Мгер Манукян покинул группу, а Гор начал сольную карьеру. Группа бездействовала до декабря 2001 года, когда по инициативе Гора Мхитаряна группа вновь собралась и в течение 14-и месяцев они подготовили материал для нового альбома. Уже через год группа была готова начать запись альбома, однако из-за повышенных цен на независимых лейблах после цифровой революции, у них не было средств, чтобы выпустить компакт-диск и проект был отложен на неопределенный срок. В течение двух лет, Гор Мхитарян и Ваге Тертерян жили в Лос-Анджелесе, Мгер Манукян работал в Ереване, а Давид Григорян играл в различных группах Еревана и Ванадзора. Наконец в 2006-м армяноязычный альбом, получивший название Notes from Vanadzor: Urban Armenian Rock был записан. Он стал первым коммерчески успешным альбомом группы. После 2008 года группа была неактивна, но и о распаде коллектива объявлено не было. В июне 2012 года группа после четырёхлетнего перерыва вновь объявила о своих выступлениях: в июле прошли 4 open-air концерта Ванадзоре, во время которых группа объявила о скором выходе нового альбома.

## Участники
- Мгер Манукян — вокал, гитара
- Гор Мхитарян — гитара, бэк-вокал
- Вахе Тертерян — бас
- Давид Григорян — ударные

## Альбомы
- 2006 — «Notes from Vanadzor: Urban Armenian Rock»